# سرسیلندر

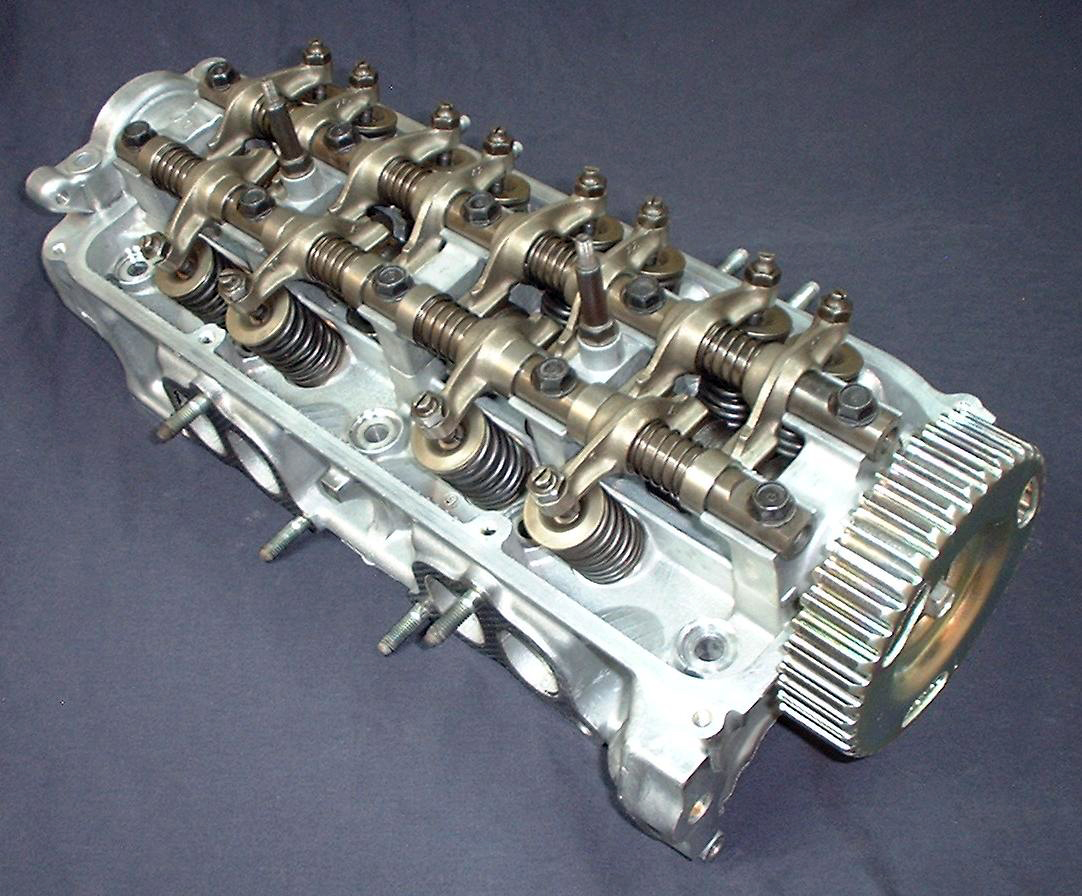
سرسیلندر هوندا D15A3

در یک موتور درون‌سوز، سر سیلندر (به انگلیسی: Cylinder head) به قطعه‌ای گفته می‌شود که بر فراز بخش بالایی سیلندرها قرار دارد.
بخش فوقانی بلوک سیلندر باز است و پیستون‌ها در درون سیلندرها قابل دیدن هستند. در ضمن سوراخ‌هایی در بدنه موتور وجود دارد (بدنه موتورهای بلوک سیلندر است) که انتهای آن‌ها باز است. برای تکمیل شدن ساختار بلوک سیلندر به سرسیلندر نیاز است. (خودرو) جنس بیشتر سرسیلندرها از آلیاژهای آهن (چدن دانه‌ریز) یا آلیاژهای آلومینیوم به دو صورت ریختگی یا تزریقی در درون قالب‌های ویژه ساخته می‌شود.

## اتاقک درون‌سوزی
که عمل تراکم مخلوط هوا و سوخت و نیز عمل انفجار این مخلوط در آنجا صورت می‌گیرد، نیز در بدنه سرسیلندر تعبیه شده‌است که از لحاظ شکل و ابعاد دارای گونه‌های فراوانی است. همچنین سرسیلندر در زیر یک درپوش محفوظ است.

## طرز کار

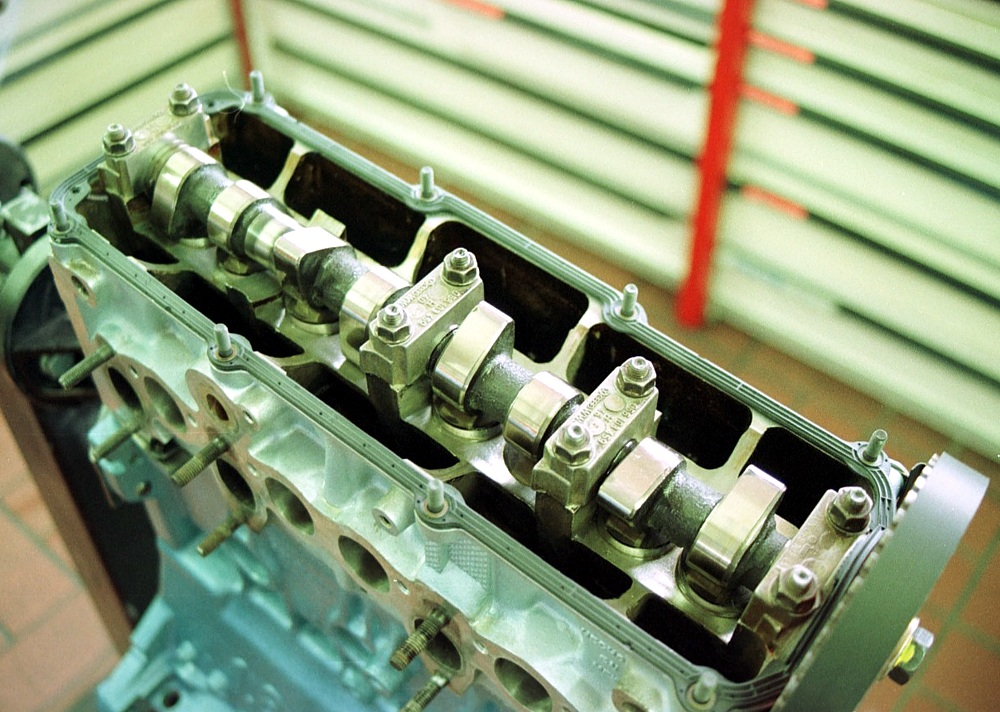
موتور ۴سیلندر ۸سوپاپ ۱/۸ لیتری فولکس واگن. درپوش سرسیلندر باز شده و میل بادامک دیده میشود.

قطعات عمده سرسیلندر که تحرک دارند همان سوپاپ‌های سرسیلندر است که می‌بایست به صورت بسیار دقیق و متناسب با حرکات پیستون باز و بسته شوند. عمل باز و بسته شدن این سوپاپ‌ها و نیز زمان‌بندی آن (تعیین مدت زمان بسته بودن یا بازبودن سوپاپ‌ها) به‌وسیله میل بادامک انجام می‌پذیرد. بخش‌های دیگر سرسیلندر که فاقد تحرک هستند کافیست که در برابر حرارت‌های بالای ایجاد شده در اثر احتراق و نیز در برابر شوک‌های به‌وجود آمده در اثر انفجار سوخت پایداری داشته باشند؛ و البته بازبودن مجاری عبور آب و روغن نیز ضروری است.

## کاربرد
سرسیلندرها تنها در موتورهای درون‌سوز چهارزمانه وجود دارند و علت به‌کارگیری آن‌ها این است که اگر به علت خرابی نیاز باشد که سیلندرها یا پیستون‌ها دستکاری شوند، یا برداشته شوند، با باز کردن سرسیلندر دسترسی به آن‌ها بسیار ساده‌تر خواهد بود.

## دلایل خرابی سرسیلندر
وجود مشکل در سر سیلندر خودرو به خاطر عوامل زیر می باشد:
1. کربن گرفتن
2. تاب دیدگی
3. ترک خوردن
4. سوختن و خرابی سیت سوپاپ و گشاد شدن سوپاپ
5. داغ شدن بیش از حد سیلندر و سر سیلندر به علت اشکال در سیستم خنک کنندگی موتور

### کربن گرفتن
کربن گرفتن اصطلاحی است که برای دوده گرفتن اتاق احتراق به کار برده می شود. در اثر مخلوط هوا و بنزین در داخل اتاق احتراق به مرور زمان دوده در اتاق احتراق جمع می شود. این دوده با کوچک کردن اتاق احتراق نسبت تراکم در موتور را افزایش می دهد که این عامل باعث احتراق زود رس در موتور می شود.
سرخ شدن کربن در زمان احتراق باعث ایجاد احتراق های نابه هنگام می شود. علائم کربن گرفتن می توان از بالارفتن کمپرس خودرو و انفجار خود سوزی نام برد. کارخانه های سازنده سر سیلندر معمولا کیلومتر معینی برای کربن گیری و تعمیرات سرسیلندر مشخص می کنند. ولی بعضی اوقات عیوبی مثل روغن سوزی ، گرفتکی لوله اگزوز ، گرفتگی در هواکش کاربراتور ، کارنرکردن صافی هواکش و…… در موتور پبش می آید که باید زودتر از زمان مقرر سر سیلندر را درست کنیم.

### تاب دیدگی
تاب دیده گی عوامل مختلفی دارد از جمله :
1. باز و بستن غلط سر سیلندر
2. سوختن واشر سرسیلندر
3. نامیزان بستن پیچ های سرسیلندر
4. داغ شدن بیش از حد سیلندر

### علائم تاب دیدگی
1. مخلوط شدن آب و روغن
2. دور روشن شدن موتور
3. سوختن مرتب واشر سر سیلندر
4. آب سوزی

### ترک خوردن سر سیلندر
ترک خوردن سر سیلندر عوامل مختلفی دارد از جمله :
1. ضربه شدید به سر سیلندر
2. یخ زدن آب در سر سیلندر

## گالری

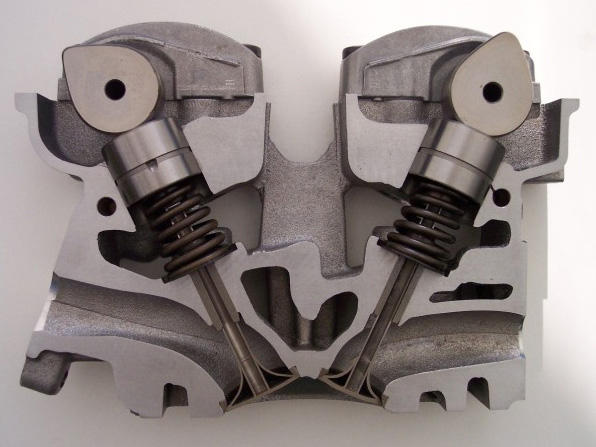
یک سر سیلندر قاچ‌شده در نیم که سوپاپ های تنفس و اگزوز، درگاه‌های ورودی و خروجی، گذرگاه‌های خنکنده، بادامک‌ها، تاپت‌ها و فنرهای سوپاپ را نشان می دهد.

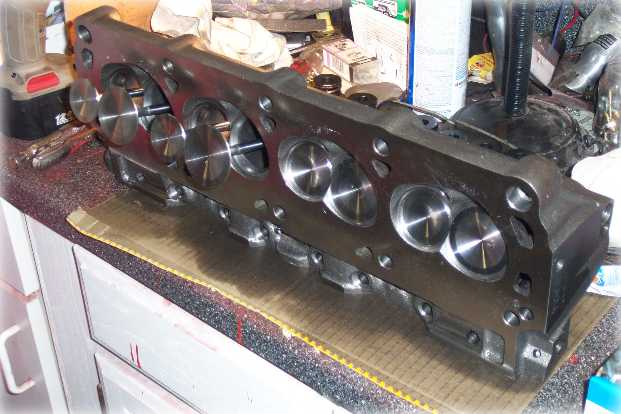
یک سر سیلندر 302/5.0L Ford Windsor V8